# Циклотрон
Циклотрон је врста акцелератора честица. Циклотрони убрзавају наелектрисане честице помоћу високофреквентног наизменичног напона. Магнетско поље под правим углом узрокује да се честице крећу готово кружном путањом, тако да више пута пролазе кроз убрзавајући напон.
Ернест О. Лоренц, са Беркли универзитета, се сматра изумитељем циклотрона 1929. године. Ван Мађарске је мање познато да је Шандор Гал можда описао рад циклотрона отприлике у исто време кад и Лоренц; међутим, готово сви међународни извори приписују циклотрон Лоренцу као изум. Он је циклотрон користио у експериментима за које су биле потребне честице са енергијом до 1 MeV. 

## Како циклотрон ради
Електроде (називају се D електроде), које су приказане десно, треба да буду у равној вакуумској комори, између два пола великог магнета, који се налазе на малом растојању од електрода чиме се постиже већа јачина хомогеног магнетног поља између електрода. Електроде су облика шупљег, танког, ваљка, који је “пререзан” на пола дуж пречника основе и затим су ове две половине раздвојене тако да се између њих налази узак прорез. Сличан облик добили би, на пример, када би неку ваљкасту конзерву од паштете или месног нареска пререзали на пола дуж пречника основе и затим ове две половине раздвојили.
На електроде се доводи електрични напон који производи електрично поље само у прорезу између електрода, док је електрично поље унутар електрода, као, уосталом, и унутар свих “шупљих” проводника једнако нули. Реч је о познатој особини електричног поља која се у другим случајевима користи, на пример, и за заштиту од високог напона ефектом тзв. “Фарадејевог кавеза”. У овом случају, међутим, описаном конструкцијом електрода постиже се да се наелектрисане честице убрзавају (акцелеришу) само за време док пролазе кроз прорез иземеђу електрода, а при кретању унутар шупљина две електроде њихова брзина и кинетичка енергија су константне, јер је ту, као што је речено, електрично поље (и сила) једнако нули.
Такође и хомогено магнетско поље у шупљини, чији су извор полови магнета примакнутог уз основе електрода, не може да промени брзину наелектрисаних честица. Магнетско поље има овде улогу да константно мења само правац и смер кретања честица, односно савија њихову путању, тако да честице, након што направе полукружну путању унутар сваке од електрода могу поново да прођу кроз прорез између њих и убрзају се у електричном пољу које је ту присутно. Пошто наелектрисане честице, због кружног облика путања, мењају смер проласка кроз прорез, потребно је наизменично мењати и смер електричног поља у прорезу, јер би иначе за два узастопна проласка честица се једном убрзала, а затим успорила за исти износ. Ово се постиже наизменичном променом поларитета напона (смера електричног поља) на електродама, са фреквенцијом (учестаношћу) која је прилагођена угаоној учестаности проласка честица кроз прорез, односно угаоној брзини (фреквенцији) њиховог кружног кретања. Прорачун ове фреквенције такође не представља велики проблем, што је објашњено у делу “Физика циклотрона” (видети испод).
Принцип рада циклотрона је, дакле веома једноставан. Магнетско поље, које је попречно на правац кретања наелектрисаних честица, “тера” их да се крећу по кружним (цилкличним) путањама све већег пречника (спиралне путање) и тако се велики број пута (са великом фреквенцијом) убрзавају у прорезу између електрода, под утицајем уздужног електричног поља. Овај принцип представљао је значајан напредак у односу на дотадашње линеарне акцелераторе, који су за исто убрзање захтевали већи број електрода, веће напоне и заузимали више простора (видети испод - “Проблеми које је циклотрон решио”).
Овде је још једино потребно напоменути, да се унутар циклотрона налази вакуум, како се наелектрисане честице при своме убрзавању (акцелерацији) не би непотребно сударале са молекулима ваздуха и тако губиле брзину.

## Употребе циклотрона
Неколико деценија, циклотрони су били најбољи извор високоенергетских зрака за експерименте у нуклеарној физици; неколико циклотрона се и данас користи за ову врсту истраживања.
Циклотрони се могу користити у лечењу рака. Јонски зраци из циклотрона се могу користити као у протонској терапији да продру у тело и убију тумор радијацијом, минимизујући штету која се успут наноси здравом ткиву. 
Циклотронски зраци се могу користити за бомбардовање атома како би се створили краткотрајни изотопи који емитују позитроне, погодни за ПЕТ сликање.

## Проблеми које је циклотрон решио
Циклотрон је донео напредак у односу на линеарни акцелератор. Линеарни акцелератор убрзава честице у правој линији. Низ цилиндричних електрода у цевима скаче из позитивног у негативан напон. 1920-их није било могуће добити високофреквентне радио-таласе високе снаге, па су ступњеви акцелереације морали да буду на већој удаљености, како би се прилагодили нижим фреквенцијама, или је морало да се користи више фаза акцелерације како би се надокнадила мања снага у сваком ступњу.
За брже честице су потребни дужи акцелератори него што су научници могли да приуште. Каснији линеарни акцелератори су могли да користе клистроне високе снаге, и друге направе које предају много више снаге на вишим фреквенцијама, али пре него што су ове направе настале, циклотрон је био јефтинији.
Циклотрони убрзавају честице у цикличној путањи. Стога мањи акцелератор може да има много већу дужину путање, са више ступњева убрзања честица.

## Предности циклотрона
- Циклотрон има само један пар електрода за убрзавање, што штеди уједно и новац и потребну електричну снагу за исту ефикасност.
- Циклотрон производи континуалан сноп честица које ударају у “мету”, тако да је просечна снага релативно велика.
- Компактност уређаја смањује и друге трошкове, као што су заштита од електромагнетног зрачења или постављање темеља и изградња зграде у којој би акцелератор требаоло да буде смештен.

## Ограничења циклотрона
Спирална путања зрака циклотронских честица може да се синхронизује са константном фреквенцијом промене извора напона на електродама, једино када се честице потчињавају Њутновим законима кретања. Јер, када се честице убрзају до толико велике брзине да постану значајни ефекти Ајнштајнове специјалне релативности, зрак честица почиње да губи фазу са константном фреквенцијом промене електричног поља, тако да не може да добија додатно убрзање приликом проласка кроз процеп између електрода. Циклотрон је због тога способан да убрзава честице само до брзине која износи неколико процената од брзине светлости. За добијање снопова честица још већих брзина употребљавају се акцелератори под називом синхроциклотрон, или још комплекснији синхротрон, као и неки од савременијих линеарних акцелератора .

## Физика циклотрона
Центрипеталну силу производи магнетско поље B, а јачина магнетне (Лоренцове) силе која делује на честицу при кретању у магнетском пољу (и чини да се честица креће кружно) је једнака Bqv. Према томе,
{\displaystyle {\frac {mv^{2}}{r}}=Bqv}
(где је m маса честице, q је наелектрисање, v је брзина, а r је полупречник путање.)
Стога,
{\displaystyle {\frac {v}{r}}={\frac {Bq}{m}}}
v/r је једнако угаоној брзини, ω, па
{\displaystyle \omega ={\frac {Bq}{m}}}
И фреквенција
{\displaystyle \nu ={\frac {\omega }{2\pi }}}
Према томе,
{\displaystyle \nu ={\frac {Bq}{2m\pi }}}
Ово показује како за честицу константне масе, при кретању у правцу попречном на правац хомогеног магнетног поља, фреквенција кружног кретања не зависи од полупречника орбите честице, него само од њене масе и количине наелектрисања, као и од јачине магнетног поља. Ово је значајно, јер је путања спирална и полупречник путање се повећава за сваки следећи обилазак. Међутим фреквенција се ипак не смањује, пошто се честица при проласку кроз прорез између електрода убрзава, тако да већу раздаљину прелази и већом брзином, односно за исто време. Како честице по својим брзинама прилазе брзини светлости, због релативистичке зависности масе од брзине, добијају и већу масу, па је потребна модификација фреквенције или магнетног поља током акцелерације. Ово се постиже у синхроциклотрону.
Релативистичка фреквенција циклотрона је
{\displaystyle \nu =\nu _{c}{\frac {m_{0}}{m_{0}+T/c^{2}}}},
где је {\displaystyle \nu _{c}} класична фреквенција наелектрисане честице дата горе, са кинетичком енергијом{\displaystyle T} и масом мировања {\displaystyle m_{0}}, а {\displaystyle c} је брзина светлости.
Маса мировања електрона је 511 keV, па је корекција фреквенције 1% за магнетну вакуумску цев са 5,11 kV једносмерним напоном. Маса протона је скоро две хиљаде пута већа од масе електрона, па 1% корекције енергије износи 9 MeV (Мега-електронволти, што је довољно да изазове нуклеарне реакције.